# Bataille de Scheut
Guerre de succession du Duché de Brabant
La bataille de Scheut est un épisode du siège de Bruxelles par le comte de Flandre, tenu depuis le hameau de Scheut, le 17 août 1356, dans le cadre de la guerre de succession du duché de Brabant. Bruxelles tombera le 18 août, mais se libérera le 25 octobre.

## Le différend
Refusant les termes du testament de Jean III de Brabant, duc de Brabant, Louis de Maele, comte de Flandre et mari de Marguerite de Brabant, déclare la guerre au duché de Brabant le 15 juin 1356.

## La bataille
Après s'être attaqué à Anvers, Ninove et Grammont, Louis de Maele établit son armée sur les hauteurs de Scheut, avec les remparts de Bruxelles en ligne de mire.
Menacées, les troupes brabançonnes décident alors d’effectuer une sortie pour affronter l'ennemi. Ils sortirent de la ville par la porte située à l'endroit où se joignent aujourd'hui la rue du Rempart des Moines et la rue du Marché aux Porcs.  En passant, les hommes prirent de la grange du duc des pailles qu'ils attachèrent à leur ceinture pour pouvoir se reconnaître sur le champ de bataille.
Leur première attaque fut écrasante, et la victoire semblait promise. L'armée flamande prit néanmoins le dessus, aidée, au plus fort de la mêlée, par la désertion de Jean d'Assche, guidon héréditaire de Brabant, qui abandonna son étendard sur le champ de bataille, ce qui eut pour effet de désorienter les troupes bruxelloises.
Les guildes et corporations de Bruxelles et de Louvain, reculèrent en désordre, furent assaillies par les chevaliers flamands et prirent la fuite. Un grand nombre de citoyens, après avoir d'abord échappé au champ de bataille, trouvèrent la mort dans la Senne. Les Flamands victorieux poursuivirent les Brabançons jusque dans l'enceinte de la ville et plantèrent leur drapeau sur la Grand'Place de Bruxelles.
Bruxelles sera libérée le 25 août, sous l'impulsion d'un acte de bravoure mené par Éverard t'Serclaes.

## Conséquences
La bataille avait manifestement marqué les esprits, car les Bruxellois parlèrent encore, des siècles durant, du 17 août 1356 comme du Quaden Goensdach (littéralement mauvais mercredi)[réf. nécessaire].

### Défense de la ville
La brève occupation de la ville fit prendre conscience aux Bruxellois du piètre état de leurs défenses et dès 1357 commença la construction de nouvelles fortifications autour de la ville.

### Toponymie
Le lieu à Scheut, où le banneret d'Assche avait jeté sa bannière, qui s’appelait le Vleesput (puits à la viande), fut renommé Asschevaneput (puits de la bannière du seigneur d’Assche).
Selon certains, le nom de Scheut provient d'un épisode de cette bataille. Un archer ayant pris position sur les remparts de Bruxelles, tira (schieten, en néerlandais) à l'endroit où fut construit ultérieurement la chapelle de Scheut. D'autres hypothèses sont détaillées au chapitre consacré à la question dans l'article Scheut.